# بلینگام (نورثامبرلند)
بلینگام (به انگلیسی: Bellingham) یک روستا و محله مدنی در بریتانیا است که در نورث‌آمبرلند واقع شده‌است. بلینگام ۱٬۳۳۴ نفر جمعیت دارد.